# 岐阜県道440号乗政下呂停車場線

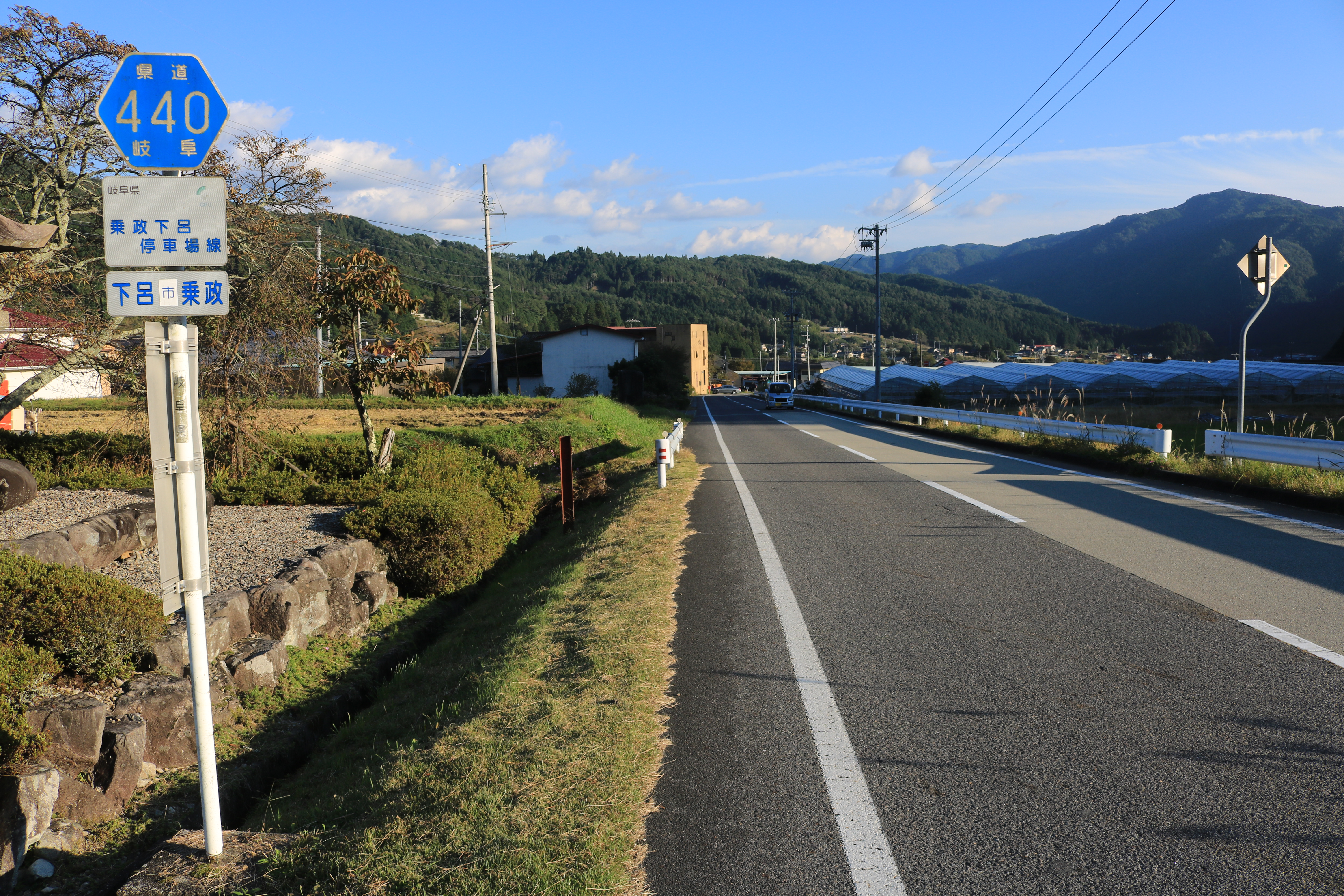
岐阜県道440号乗政下呂停車場線、下呂市乗政にて

岐阜県道440号下呂停車場線（ぎふけんどう440ごう のりまさげろていしゃじょうせん）は、岐阜県下呂市内を通る一般県道である。

## 概要

### 路線データ
- 起点：岐阜県下呂市乗政
- 終点：下呂停車場

## 沿革
- 1977年（昭和52年）2月27日 ： 認定[1]

## 地理

### 通過する自治体
- 岐阜県
  - 下呂市

### 接続する道路
- 国道257号（宮地交差点 - 下呂市小川で重複）
- 国道41号（益田街道）（帯雲橋交差点 - 下呂市小川で重複）

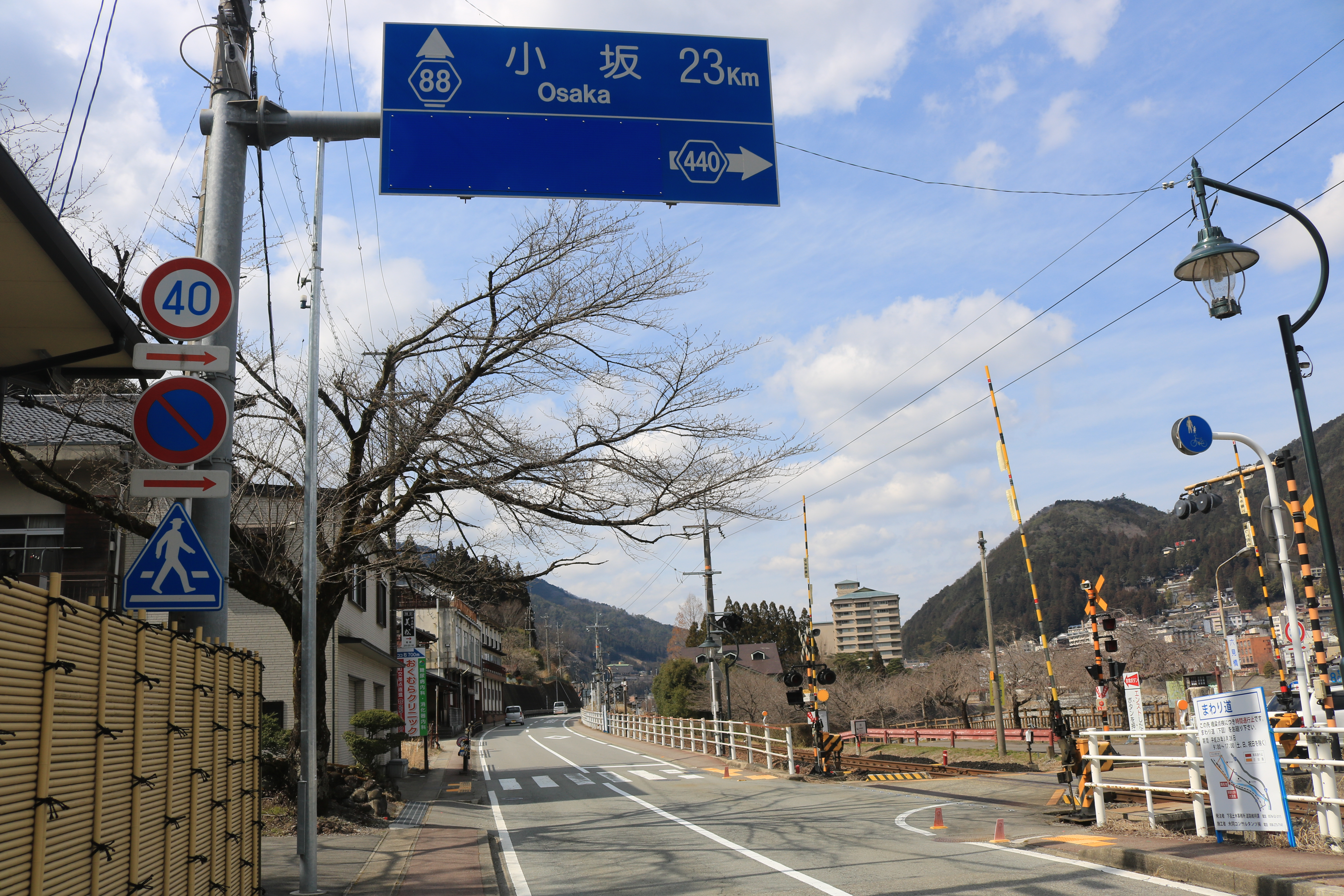
岐阜県道88号下呂小坂線との重複区間、下呂市少ケ野にて

- 岐阜県道88号下呂小坂線（下呂市少ケ野 - 下呂駅前で重複）

### 周辺

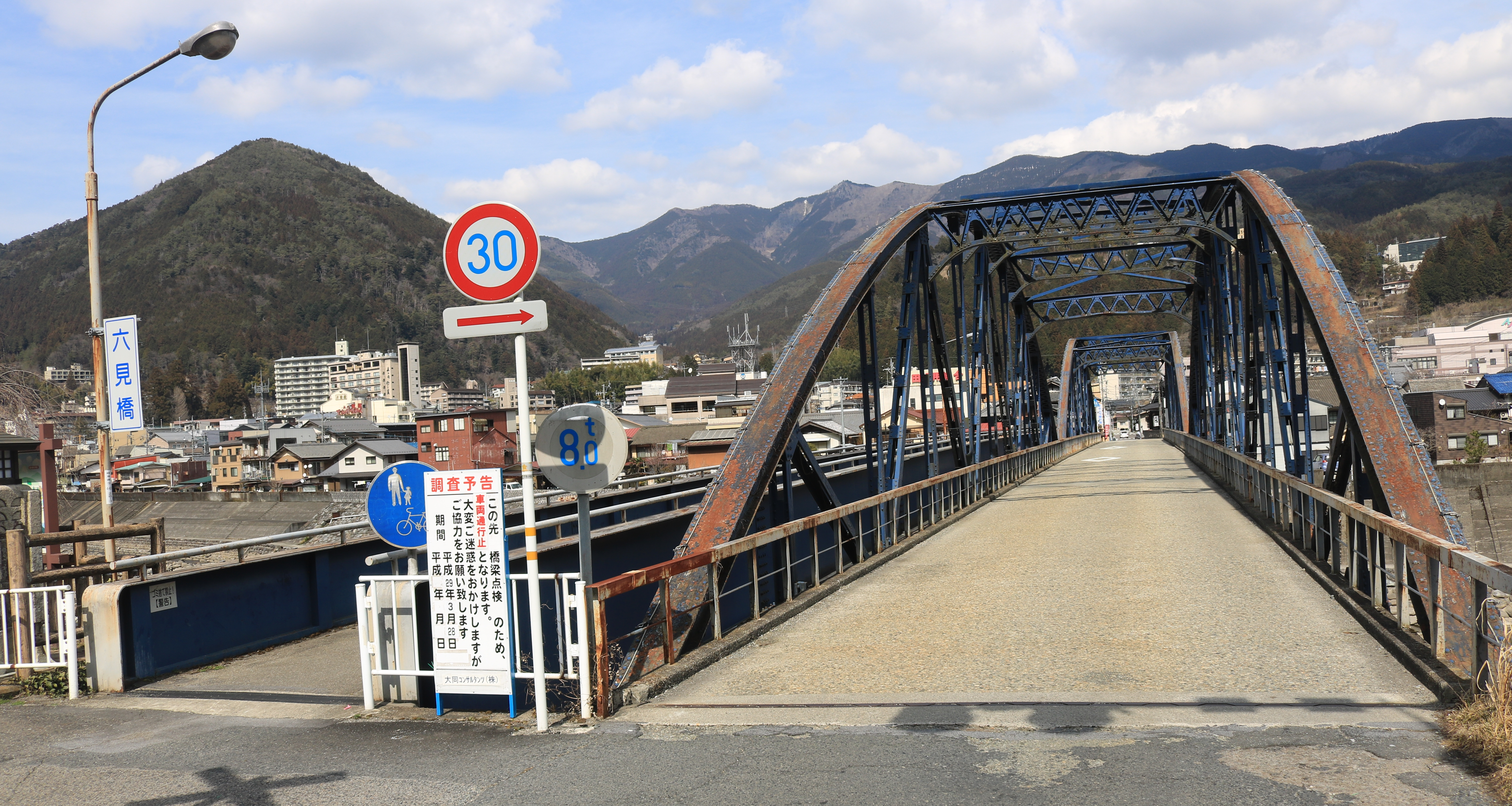
飛騨川に架かる岐阜県道440号乗政下呂停車場線の六ツ見橋

- 乗政温泉
- 竹原郵便局
- 下呂市立竹原小学校
- 下呂カントリークラブ
- 岐阜県立下呂特別支援学校
- 下呂市立下呂中学校
- 下呂市立下呂小学校
- 下呂市役所下呂庁舎
- 岐阜県立下呂温泉病院

- 六ツ見橋（飛騨川）
- JR高山本線下呂駅